# Metula
Metula (en hebreo: מטולה‎) es un concejo local ubicado en el distrito Norte de Israel, en la frontera con el Líbano, cerca de la ciudad de Kiryat Shemona.

## Historia

### Edad del Bronce y del Hierro
Metula se encuentra cerca de los sitios bíblicos de Tel Dan, Abel Bet Maajá, y Ijón.

### Períodos romano y bizantino
Existía un asentamiento en la zona en la época romano-bizantina.Aquí se han encontrado huellas de antiguos asentamientos, prensas de vino y un pavimento de mosaico.Una tumba excavada en 1967 contenía al menos cuatro tumbas que databan de finales del siglo III y finales del siglo VI.

### Período otomano
En 1816 el viajero británico James Seda Buckingham visitó "un gran pueblo, llamado Metully, totalmente habitada por drusos". En 1875, Victor Guérin describió a Methelleh como un pueblo con manantial, habitado por drusos del Haurán que cultivaban jardines al este.

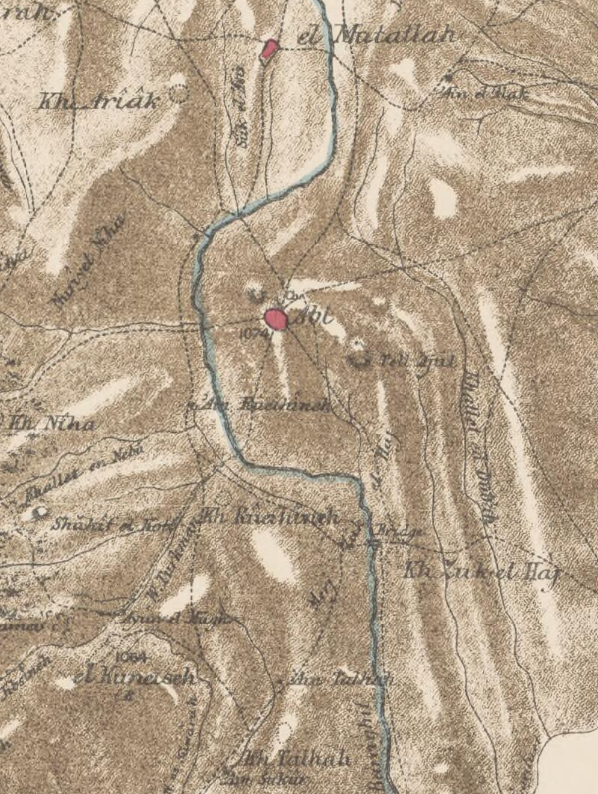
El Mutallah, 1878

Poco después, en 1881, el Fondo para la Exploración de Palestina (PEF) describió "El Mutallah: Un pequeño pueblo, construido de piedra, que alberga a unos 100 drusos, situado en la ladera de una colina, cerca de un gran arroyo, rodeado de tierra cultivable". 
El terreno había sido comprado en 1895 a un terrateniente cristiano libanés de Sidón llamado Jabur Bey Riskalas, como parte de un enorme acuerdo de tierras financiado por el  barón Edmond James de Rothschild, y arreglado por su agente Joshua Ossovetski, estableciéndose el pueblo de Metula como un moshav en mayo de 1896.
Al principio, los agricultores arrendatarios drusos locales se habían resistido vigorosamente al asentamiento judío, produciéndose ocho años de enemistades y enfrentamientos violentos. 
Finalmente se llegó a un acuerdo entre los aldeanos drusos y la Jewish Colonization Association (JCA) en 1904 por un pago adicional de 60.000 francos (3.000 liras turcas). Este episodio generó muchas críticas a los métodos de los agentes de Rothschild, incluidos algunas de otros sionistas como Ajad Haam. Los drusos se trasladaron a otras aldeas drusas, como Isfiya en el Monte Carmelo.

### Mandato francés y británico
Al final de la Primera Guerra Mundial, Metula estaba en el área de la ocupación militar francesa sobre el Levante.
El Acuerdo Paulet-Newcombe de 1920-1923 entre Reino Unido y Francia declaró que Metula estaría en el Mandato británico de Palestina, pero no fue hasta 1924 que el cambio al control británico fue completo. Durante los años intermedios, los residentes de Metula incluso participaron las elecciones para el Parlamento del Líbano.

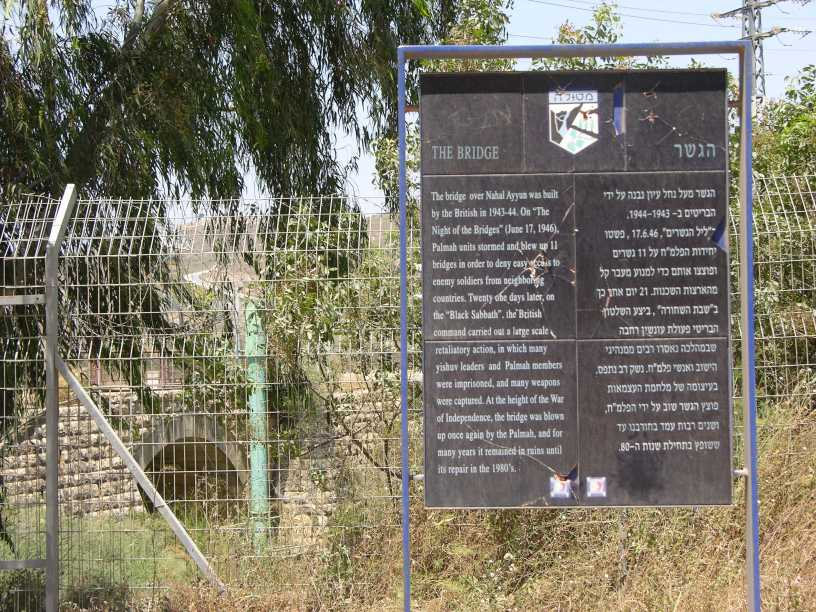
Puente de Nahal Iyón

El puente sobre Nahal Iyón fue construido por los británicos en los años 1943 y 1944. El 17 de junio de 1946 (Noche de los puentes) los cuatro batallones del Palmaj (las unidades de élite de la Haganá) capturaron y destruyeron 11 puentes fronterizos que unían el Mandato con los países vecinos: Líbano, Siria, Transjordania y Egipto.
Como consecuencia, el 29 de junio de 1946 (Operación Agatha), los soldados británicos encarcelaron a muchos líderes del Yishuv y miembros del Palmaj. El puente fue volado nuevamente por el Palmaj durante la guerra árabe-israelí de 1948. Fue reparado en la década de los '80.

### Israel
En el Israel moderno, Metula es conocido como un destino turístico, especialmente para los escolares israelíes durante las vacaciones de verano.

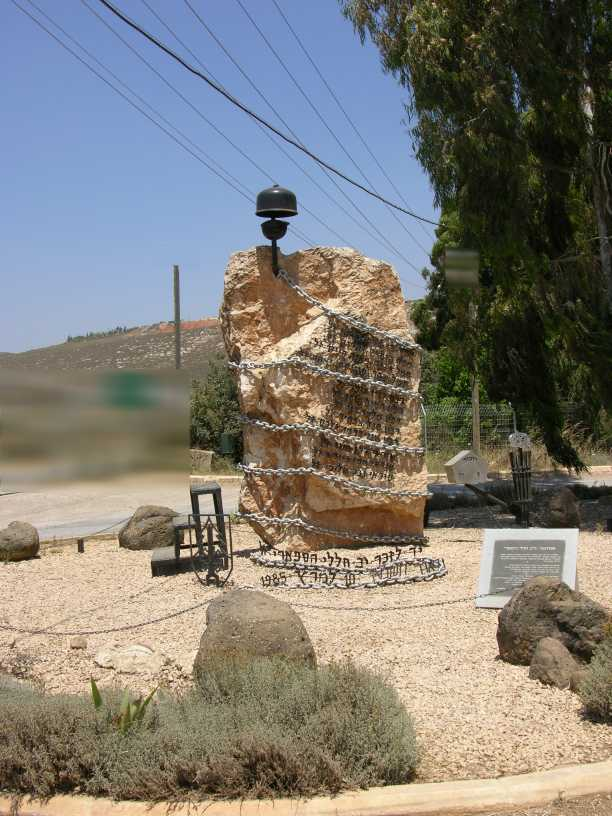
Sitio conmemorativo del "Desastre del Safari"

El "Desastre del Safari" ocurrió durante el Conflicto del sur del Líbano (1985-2000) en la tarde del domingo 10 de marzo de 1985, cuando un convoy de soldados de las FDI en sus camiones modelo “Safari” se dirigía desde Metula hacia la ciudad libanesa de Maryayún. Estaban cruzando el estrecho puente sobre el Nahal Iyón a las 13:45, cuando notaron al otro lado una camioneta Chevrolet roja con matrícula libanesa que se dirigía hacia ellos a baja velocidad. Un oficial en el jeep líder le indicó al conductor que saliera de la carretera para permitir el paso del convoy. 
El vehículo siguió acercándose y a las 13:50, cuando se encontraba justo al lado del primer camión "Safari", explotó, dejando un cráter largo y profundo y trozos de metal retorcidos. Doce soldados israelíes murieron y 14 resultaron heridos en el ataque. Los soldados israelíes que sobrevivieron a la explosión sufrieron graves quemaduras en la mayor parte del cuerpo y fracturas óseas. Se cree que el coche bomba contenía más de 100 kilogramos de explosivos.
Durante la guerra del Líbano de 2006, Metula se convirtió en un pueblo fantasma mientras su población huyó temporalmente para escapar de los ataques diarios de Hezbolá.El pueblo fue alcanzado por 120 cohetes durante la guerra.
Tras el estallido de la guerra de Gaza, y debido a ataques por parte de Hezbolá y facciones palestinas del sur del Líbano, el pueblo fue declarado zona militar cerrada y evacuado junto con decenas de pueblos en la Alta Galilea. El 17 de octubre del 2023, un misil antitanque lanzado por Hezbolá alcanzó Metula, lo que provocó heridas a un civil y a dos reservistas de las FDI.Durante la guerra, unas 170 casas fueron alcanzadas por misiles antitanque lanzados por Hezbolá.

## Clima
Su clima se clasifica como cálido y templado, con veranos calientes e inviernos frescos y lluviosos, permite el crecimiento de manzanas, conmemorado por una escultura de una manzana en la entrada del pueblo. La temperatura media anual es de 18,3 °C, y la precipitación media aproximada es de 749 mm.

## Demografía
De acuerdo con la Oficina Central de Estadísticas de Israel (ICBS), en 2022 Metula tenía una población de 1740 habitantes, la mayoría de los cuales son judíos. También según la ICBS, la población a lo largo de los años fue:
- 1948 – 172 habitantes.
- 1961 – 261 habitantes.
- 1972 – 333 habitantes.
- 1983 – 589 habitantes.
- 1995 – 942 habitantes.
- 2008 – 1500 habitantes.
- 2022 – 1740 habitantes.

## Sitios de interés

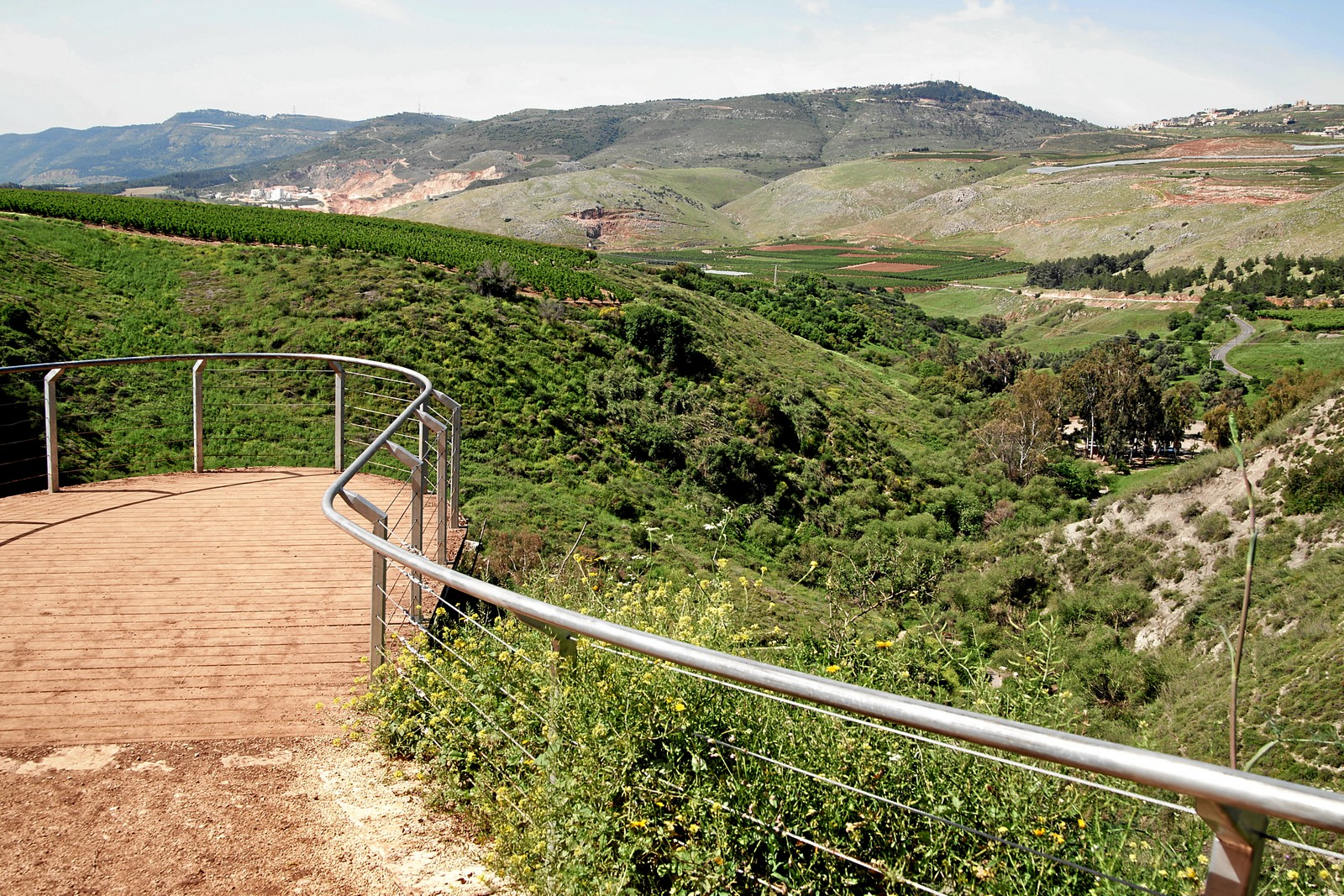
Mirador en la Reserva Natural Ayun

Metula también tiene un centro deportivo que se llama Centro Canadá (Merkaz Kanada), con la única pista olímpica de patinaje en Israel. Al oeste se encuentra el Monte Tsfia (Monte Mirador) a 615 metros por encima del nivel del mar.
En el centro de la ciudad, a lo largo de la calle Ha-Rishonim, siguen en pie las casas de piedra del moshav original, de la cual se puede conocer la historia en el Museo de la Granja Beit ha-Ikar.
En el límite oriental se encuentra la cascada de Hatanur en la Reserva Natural de Nakhal Ayun.

## Personas notables
- Nancy Lee Caroline (1944–2002), médica estadounidense y primera directora médica del MDA.
- Olga Danilova (nacida en 1973), patinadora de velocidad olímpica.
- Alexandra Zaretsky (nacida en 1987), bailarina sobre hielo.
- Román Zaretsky (nacida en 1983), bailarín sobre hielo.

## Ciudades hermanadas
Metula está hermanada con:
- Pocking, Alemania.